# 로맹 델 카스티요
로맹 델 카스티요(프랑스어: Romain Del Castillo, 1996년 3월 29일 ~ )는 프랑스의 축구 선수이다. 그의 포지션은 공격형 미드필더 또는 오른쪽 윙어로, 현재 리그 1의 브레스투아에서 활약하고 있다.

## 클럽 경력

### 리옹
리옹 유소년 팀을 졸업한 델 카스티요는 2015년 11월 20일, 3-0으로 패한 OGC 니스와의 원정 경기에서 64분에 세르지 다르데르와 교체 투입되어 리그 1 데뷔전을 치렀다.
델 카스티요는 2016-17 시즌에 부르캉브레스로 임대되었고, 성공적인 시즌을 보낸 후 2017-18 시즌에는 님 올랭피크로 다시 임대되었다.

### 렌
2018년 6월 20일, 델 카스티요는 같은 리그 1의 렌과 4년 계약을 맺고 이적했으며, 렌은 리옹에 €2M의 이적료를 지불했다.

### 브레스투아
2021년 8월 31일, 델 카스티요는 같은 리그 팀 브레스투아와 계약을 맺고 이적했다.

## 국가대표팀 경력
프랑스에서 태어난 델 카스티요는, 친조부모를 통해 스페인 혈통을 갖고 있다. 그는 프랑스 청소년 국가대표팀 일원으로 활약했으며, 2018년 3월 27일, 2-0으로 이긴 몬테네그로 U-21 대표팀과의 경기에서 프랑스 U-21 대표팀 데뷔전을 치렀다.

## 수상 내역
렌
- 쿠프 드 프랑스: 2018–19